# 天主教斋浦尔教区
天主教齋浦爾教區 （拉丁語：Dioecesis Iaipurensis）是羅馬天主教的一個教區，位於拉賈斯坦邦北部，面積129,060平方公里。受天主教阿格拉总教区管轄。
2005年7月20日建立教區。2006年有教友4,096名，由32名司鐸名管理19個堂區。現任教區主教為奧斯沃德‧劉易斯。